# Arau (cidade)
Arau é o capital real do estado de Perlis, na Malásia. Ela está localizado na Península da Malásia, 14 km a sudeste da capital do estado oficial Kangar.